# 山内惟介
山内 惟介（やまうち これすけ、1946年8月18日 - ）は、日本の法学者。専門は国際私法・比較法。博士（法学）、中央大学名誉教授。フンボルト賞受賞者。名誉法学博士（ドイツ・ミュンスター大学）

## 経歴
1946年、愛媛県生まれ。東京都立小松川高等学校卒業、1971年3月、中央大学法学部法律学科を卒業した。その後は同大学大学院法学研究科民事法専攻修士課程に進み、桑田三郎の指導を受けた。1973年3月、 同課程を修了(法学修士の学位取得)。
卒業後の1973年4月から1977年3月まで、東京大学法学部助手(文部教官・外国法文献センター勤務)に任官。1977年4月、中央大学法学部専任講師に採用される。1978年4月に同助教授、1984年4月に同教授に昇任。2001年7月30日、学位論文『国際公序法の研究－牴触法的考察－』を中央大学に提出して博士（法学）号を取得。2007年3月23日、アレクサンダー・フォン・フンボルト財団から、The University of Chicago Law School Max Pam ProfessorのKenneth Willard Dam (August 10, 1932 – May 31, 2022)とともに、第1回の学術賞（Thyssen-Humboldt-Preis für international Wissenschafts- und Kulturvermittlung）を受賞。また、2012年11月2日、ミュンスター大学より、名誉法学博士号を授与された。2017年3月、中央大学を定年退職。同年4月1日以降、名誉教授（日本比較法研究所名誉所員）となった。

### 在外研究
- 1983年1月 - 1984年7月 -  Westfälische Wilhelms-Universität zu Münster（WWU）ヴェストファーレン・ヴィルヘルム大学（ミュンスター大学）客員教授
- 1988年4月 - 1989年1月 - Institut suisse de droit comparé (ISDC)（スイス国立比較法研究所（ロザンヌ）（中央大学在外研究制度（長期））
- 1989年2月 - 1989年3月 - Westfälische Wilhelms-Universität zu Münster（WWU）ヴェストファーレン・ヴィルヘルム大学（ミュンスター大学）客員教授
- 1997年8月 - 1997年9月 - Julius-Maximilians-Universität Würzburg ユリウス・マクシミリアン大学（ヴュルツブルク大学）客員教授
- 2009年2月 - 2009年9月 - Ruprecht-Karls-Universität Heidelberg（Universitas Ruperto Carola Heidelbergensis）ループレヒト・カール大学（ハイデルベルク大学）客員教授
- 2011年8月 - 2011年9月 - Ruprecht-Karls-Universität Heidelberg（Universitas Ruperto Carola Heidelbergensis）ループレヒト・カール大学（ハイデルベルク大学）（中央大学在外研究制度（超短期Ｃ））

### 所属学会
- 国際私法学会 （1974.05-; 理事1996.05-2017.06、理事長2008.05-2014.05）
- 国際法学会 （1977.05-; 理事2000.10-2012.09）
- 日本国際経済法学会 （1991.10-2017.10; 理事1991.10-2009.10）
- 国際法協会（日本支部）（International Law Association）（1991.04-理事2014.04-現在に至る）
- Deutsch-Japanische Juristenvereinigung e.V.(1991- )

## 受賞・栄典
- 2007年3月22日：アレクサンダー・フォン・フンボルト財団学術賞（Forschungspreis）を受賞(Prof. Dr. Koresuke Yamauchi - Profile - Alexander von Humboldt-Foundation)。
- 2012年11月2日、ミュンスター大学より、名誉法学博士号を授与。

## 著書

### 単著
- 『海事国際私法の研究』（中央大学出版部, 1988年）
- 『国際私法（初版）』（中央大学法学部通信教育部、1993年）
- 『国際公序法の研究』（中央大学出版部, 2001年）
- 『国際私法・国際経済法の研究』（中央大学出版部, 2001年）
- 『国際会社法研究（第一巻）』（中央大学出版部, 2003年）
- 『Das globale Internationale Privatrecht im 21. Jahrhundert — Wendung des klassischen Paradigmas des IPRs zur Globalisierung —』（Martin-Luther-Universität Halle-Wittenberg、2009年）[Das globale Internationale Privatrecht im 21. Jahrhundert — Wendung des klassischen Paradigmas des IPRs zur Globalisierung — (uni-halle.de)]
- 『比較法研究（第一巻　方法論と法文化）』（中央大学出版部、2011年）
- 『国際私法（改訂版）』（中央大学法学部通信教育部、2012年）
- 『Japanisches Recht im Vergleich』（中央大学出版部、2012年）
- 『21世紀国際私法の課題』（信山社、2012年）
- 『比較法研究（第二巻　比較法と国際私法）』（中央大学出版部、2016年）
- 『国際私法の深化と発展』（信山社、2016年）
- 『比較法研究（第三巻　法文化の諸形相）』（中央大学出版部、2017年）
- 『地球社会法学への誘い 』（ 信山社、2018年）
- 『国際会社法研究（第二巻）』（中央大学出版部、2021年）
- 『憲法と国際私法』（中央大学出版部、2023年）
- 『気候危機とドイツ国際私法』（中央大学出版部、2023年）

### 編著
- 『Beiträge zum japanischen und ausländischen Bank- und Finanzrecht』(Schriftenreihe des Japanischen Instituts für Rechtsvergleichung, Bd.10), Tokyo 1988
- 『<標準>国際私法』（信山社）2020年  （共編者：佐藤文彦）

### 共著
- 『国際手続法（上・中・下）』『国際契約法』『実践 国際取引法』（中央大学出版部、1997年 - 2001年）（石川洋・橋場剛・野村啓介ほか）
- 『国際金融証券市場と法』（中央大学出版部, 2007年）（共編者：雁金利男）
- 『Probleme des deutschen, europäischen und japanischen Rechts, Festschrift aus Anlass des 20-jährigen Bestehens der Partnerschaft der Westfälischen Wilhelms-Universität Münster und der Chuo-Universität Tokio auf dem Gebiet der Rechtswissenschaft』（Berlin 2006）（共編者：Großfeld/Ehlers/Ishikawa）
- 『中央大学・ミュンスター大学交流20周年記念－共演　ドイツ法と日本法』（中央大学出版部, 2007年）（共編者：石川敏行、B.グロスフェルト、D.エーラース）
- 『中央大学・ミュンター大学交流25周年記念－ 国際関係私法の挑戦 -』（中央大学出版部、2014年）（共編者：W.エプケ）ほか

### 共編著
- 『ドイツ・オーストリア国際私法立法資料』（中央大学出版部, 2000年）（共編者：桑田三郎）

### 訳書
- グロスフェルト著『多国籍企業の法律問題－実務国際私法・国際経済法－』（中央大学出版部、1982年）
- グロスフェルト著『国際企業法－多国籍企業組織法－』（中央大学出版部、1989年）
- グロスフェルト著『比較法文化論』（中央大学出版部、2004年）（共訳者：浅利朋香）
- ヘェーレン編著『ミュンスター法学者列伝』（中央大学出版部、2018年）
- グロスフェルト著『標と数の法文化－時間軸と空間軸から法を眺めよう』（中央大学出版部、2020年）

### 記念論文集
- Heinrich Menkhaus/Fumihiko Sato (Hg.). Japanischer Brückenbauer zum deutschen Rechtskreis. Festschrift für Koresuke Yamauchi zum 60. Geburtstag. Duncker & Humblot: Berlin, 2006 (ISBN 3428119878)
- 中央大学法学会編『法学新報（山内惟介先生退職記念号）』123巻５・６合併号（2016年11月）
- Heinrich Menkhaus/Midori Narazaki (Hg.). Japanischer Vorkämpfer für die Rechtsordnung des 21. Jahrhunderts. Festschrift für Koresuke Yamauchi zum 70. Geburtstag. Duncker & Humblot: Berlin, 2017 (ISBN 3428148452)